# Mana-Pools-Nationalpark
Der Mana-Pools-Nationalpark (englisch Mana Pools National Park) mit den zugehörigen Safarigebieten Sapi und Chewore liegt im Urungwe-Distrikt in der Provinz West-Mashonaland in West-Simbabwe. Das Gebiet ist ca. 2.200 km² groß. Das Gebiet gehört seit 1984 zum UNESCO-Weltnaturerbe.
Mana bedeutet in der Sprache der Shona „vier“, aufgrund der vier großen, auch in der Trockenzeit mit Wasser gefüllten Wasserbecken des Sambesi. Zu jeder Regenzeit verwandelt sich die Flutebene des Sambesi in eine Seenlandschaft, die in der Trockenzeit wieder austrocknet. In dieser Ebene stehen vereinzelt Dörfer, die Muzarabani, deren Menschen mit Hirse einen kärglichen Landbau betreiben.

## Menschliche Einflüsse
Der Bau der Kariba-Talsperre oberhalb der Flutebene in den 1950er Jahren hat den Zeitpunkt und Umfang der Überflutungen verändert. Inwieweit dies die Tierwelt negativ beeinflusst hat, ist jedoch nicht klar. Unumstritten ist nur, dass der Damm Schlamm zurückhält, der sonst in die Ebene gespült würde. Der damit verbundene geringere Nährstoffeintrag beeinträchtigt die Nahrungsgrundlage für Pflanzenfresser. Ein weiteres Problem ist die übermäßige Beweidung der Bäume durch Elefanten.
In den 1980er Jahren wurde vorgeschlagen, flussabwärts an der Mupata-Schlucht einen Staudamm zu errichten, der drohte, größere Bereiche der Flutebene dauerhaft zu überfluten. Es wird behauptet, die Ausweisung des Nationalparks sei unter anderem zur Verhinderung dieses Projektes erfolgt. In Machbarkeitsstudien wird dieses Projekt jedoch auch heute noch regelmäßig erwähnt.

## Landschaft
Die Landschaft wird vom wechselnden Wasserstand des Sambesi geprägt. Es gibt Uferlandschaften, Inseln, Sandbänke und Tümpel. Trockenere Gebiete sind von einem Wald aus Mahagoni, Ebenholz, Affenbrotbaum und wilden Feige bewachsen. Der Fluss und die Flutebene werden von steilen Klippen begrenzt.

## Tierwelt
Da die dauerhaft wasserführenden Tümpel in der Trockenzeit die einzige Wasserquelle im weiten Umkreis sind, versammeln sich hier zahlreiche Tiere. Das Gebiet ist daher beliebt zur Beobachtung von Großtieren. Dazu gehören Löwe, Afrikanischer Elefant, Afrikanischer Büffel, Leopard und Gepard. Zahlreiche Nilkrokodile und Flusspferde der im Sommer austrocknenden Seitenarme des Sambesi ziehen sich in die wenigen verbleibenden Gewässer (Pools) zurück. Im Jahr 2012 lebten 4285 Elefanten in dem Gebiet.
Die 500 bei Einrichtung des Parks noch vorhandenen Spitzmaulnashörner sind teilweise Wilderern zum Opfer gefallen, aber zum größeren Teil in andere Nationalparks Simbabwes umgesiedelt worden.